# Marcin Mycielski
Marcin Stanisław Mycielski, również Martin Mycielski (ur. 30 maja 1984 w Zabrzu) – polski dziennikarz, publicysta i działacz społeczny, wiceprezes i dyrektor wykonawczy Fundacji Otwarty Dialog.

## Młodość
Absolwent XIII Liceum Ogólnokształcącego im. płk. Leopolda Lisa-Kuli oraz dyplomacji i stosunków międzynarodowych na Uniwersytecie Camilo José Cela w Madrycie. Studiował też iberystykę na Uniwersytecie Warszawskim, a także ukończył program Stern Leadership Academy Uniwersytetu Stanforda.
W 2006 r., jako student, zarejestrował i wystawił na aukcję domenę internetową rydzyk.pl, za którą oferowano nawet 250 tys. zł. Ostatecznie sprzedał ją za 9,1 tys. zł.

## Działalność zawodowa i publiczna
Na początku lat dwutysięcznych był przez 4 lata członkiem Unii Wolności oraz Partii Demokratycznej – demokraci.pl, z której list bezskutecznie startował do Sejmu. Prowadził też kampanię wyborczą Marcina Święcickiego.
Pracował w Stałym Przedstawicielstwie RP przy Unii Europejskiej i w Parlamencie Europejskim, a także jako korespondent Gazety Wyborczej w Brukseli. Zakładał i koordynował międzynarodowe struktury Komitetu Obrony Demokracji, pełnił funkcję jego rzecznika prasowego oraz organizował w Brukseli manifestacje przeciwko zmianom z sądownictwie.
W kwietniu 2016 r., razem z Kamilą Gasiuk-Pihowicz, wziął udział w debacie poświęconej sytuacji w Polsce, zorganizowanej w Brukseli przez Fundację im. Friedricha Naumanna. W styczniu 2017 r. wziął udział w debacie na temat populizmu razem z Ewą Maydell, zorganizowanej w Brukseli przez think-tank Europejskiej Partii Ludowej, Centrum Martensa.
W grudniu 2017 r. został jednym z założycieli EU DisinfoLab, pierwszej europejskiej organizacji pozarządowej zajmującej się zwalczaniem dezinformacji, gdzie następnie pracował jako dyrektor komunikacji. W ramach organizacji rozwijał też systemy do wykrywania i śledzenia dezinformacji.
W lutym 2020 r. objął stanowisko szefa belgijskiego sztabu wyborczego Małgorzaty Kidawy-Błońskiej w wyborach prezydenckich, lecz decyzja ta została w następnych dniach cofnięta po atakach mediów prawicowych i wicerzecznika PiS Jarosława Fogla, który określił nominację jako „niespodziewanie duży udział osób określanych hejterami, zadymiarzami politycznymi”.

### Spontaniczny Sztab Obywatelski
W 2020 r. wspólnie z Bartoszem Kramkiem założył nieformalną grupę „Spontaniczny Sztab Obywatelski”, deklarując jej cel jako „odsunąć od władzy PiS, bo demolują Polskę, oraz ośmieszyć narodowców, gdy się proszą”. Sztab początkowo, ze środków zebranych poprzez portal Zrzutka.pl, sfinansował na terenie Polski 173 billboardy z gestem sejmowym Joanny Lichockiej, uznanym przez opozycję za wulgarny, oraz napisem „2 mld na TVP zamiast na leczenie raka. PiS pozdrawia chorych”.
Kolejnych 50 nośników inicjatywa postawiła z hasłem „podPiSał”, odnosząc się do poparcia Andrzeja Dudy dla ustawy przewidującej wsparcie z budżetu państwa dla TVP. 115 billboardów Sztabu krytykowało zamiar przeprowadzenia wyborów prezydenckich w szczycie pandemii COVID-19 hasłem „Wybory podczas epidemii mogą zabić. Po trupach do władzy?”, razem z wizerunkiem Andrzeja Dudy. Kolejne kilkadziesiąt nośników ukazywało wizerunek Jarosława Kaczyńskiego ze słowem „hołota”, którym określił opozycję.
W marcu 2020 r. Mycielski wraz ze Sztabem zorganizował zbiórkę dla chorej na raka 70-letniej emerytki z Warszawy, której groziła egzekucja z tytułu zaległego abonamentu RTV w wysokości 2 tys. zł. Organizatorzy w ciągu tygodnia zebrali prawie 5 tys. zł, a drugie tyle dołożyli od siebie, przekazując emerytce w sumie blisko 10 tys. zł wsparcia.
We wrześniu 2020 r. Sztab postawił w Warszawie billboardy z cytatami z Pisma Świętego w celu ośmieszenia podobnej kampanii stowarzyszenia Roty Marszu Niepodległości Roberta Bąkiewicza, z cytatami uderzającymi w społeczność LGBT. Część nośników zawierała też cytaty skierowane do TVP („Dlatego też brzydzicie się wszelkim kłamstwem. Niech każdy z was mówi prawdę swojemu bliźniemu”) oraz Episkopatu Polski („Kto zgorszy jednego z tych małych, lepiej będzie dla niego, aby mu zawieszono kamień młyński i utopiono go w głębi morza”) i zawisła w pobliżu ich siedzib.
Pozostałe nośniki nawiązywały m.in. do państwowej dotacji na remont domu Daniela Obajtka, nawoływały w województwie podlaskim do wspierania uchodźców podczas kryzysu migracyjnego na granicy z Białorusią oraz promowały organizację „Aborcja bez granic” i jej numer telefonu.
W lutym 2021 r. Mycielski wraz z Kramkiem zostali za swoją działalność pozwani przez Joannę Lichocką, w imieniu której 300-stronicowy akt oskarżenia skierował do sądu Maciej Zaborowski. W wyniku zarzucanego im zniesławienia, na podstawie art. 212 kodeksu karnego aktywistom grozi rok więzienia. Akt oskarżenia w tej sprawie Lichocka złożyła także przeciwko Borysowi Budce, który miał stać „na czele grupy nacisku”.
Przed wyborami parlamentarnymi w 2023 r. Mycielski wznowił inicjatywę i wywiesił kolejne billboardy uderzające w PiS, m.in. 3 z wizerunkiem Joanny Lichockiej w nowej wersji w Sieradzu, z którego startowała. W latach 2020–2023 aktywiści wywiesili w Polsce łącznie ponad 480 billboardów i 100-200 banerów, z 34 różnymi projektami, pokazującymi w krytycznym i często prześmiewczym świetle rządy PiS.
W listopadzie 2023 r. Sąd Rejonowy dla Warszawy-Śródmieścia umorzył proces karny, który wytoczyła Mycielskiemu i Kramkowi Joanna Lichocka. W uzasadnieniu sąd wskazał, że „zamieszczenie wizerunku pokrzywdzonej wynikało z jej zachowania się podczas posiedzenia Sejmu i uprzednio zostało rozpowszechnione przez liczne media o zasięgu ogólnokrajowym”, a działania aktywistów „stanowiły dopuszczalną krytykę w demokratycznym państwie działań podejmowanych przez partię polityczną oraz poszczególnych jej posłów”.
Przed II turą wyborów prezydenckich w 2025 r. Mycielski ponownie wznowił inicjatywę, tym razem stawiając nośniki z projektem uderzającym w kandydata wspieranego przez PiS, Karola Nawrockiego. Projekt ukazuje po jednej stronie Rafała Trzaskowskiego, a po drugiej Nawrockiego ze stojącymi za nim Grzegorzem Braunem, Jarosławem Kaczyńskim i Władimirem Putinem oraz hasłem "Twój głos zdecyduje w której Polsce będziesz żyć". Kampania spotkała się krytyką mediów i komentatorów prawicowych, a Eurodeputowany PiS Maciej Wąsik zaatakował Rafała Trzaskowskiego pisząc o Mycielskim, że "w sposób nielegalny prowadzi hejterską, brudną kampanię na pana korzyść".

### Posiłek Dla Lekarza
W marcu 2020 r., w szczycie pandemii COVID-19, razem z Patrykiem Wachowcem z Forum Obywatelskiego Rozwoju zainicjował kampanię „Posiłek Dla Lekarza”, mającą na celu wesprzeć pracowników służby zdrowia i zarazem małą gastronomię. Współorganizatorami kampanii były Spontaniczny Sztab Obywatelski, Fundacja Otwarty Dialog, Forum Obywatelskiego Rozwoju i Stowarzyszenie Niskie Składki.
Kampania przekazała medykom pomoc o wartości blisko 800 tys. zł. Ponad 681 tys. zł zebrane zostało w ramach zbiórki na portalu Zrzutka.pl, z czego pierwsze pół miliona zł akcja zebrała w 4 dni. Pozwoliło to 257 lokalom gastronomicznym ufundować kilkadziesiąt tysięcy posiłków dla ok. 260 szpitali i placówek medycznych na terenie kraju.
W połowie kwietnia 2020 r. kampania połączyłą się z akcją „#WzywamyPosiłki”. 58 tys. zł, które pozostało po rozliczeniu zbiórki, zostało przekazane Szpitalowi Miejskiemu nr 4 w Gliwicach.

### SokzBuraka
Od kwietnia do listopada 2021 r. pełnił funkcję redaktora naczelnego satyrycznej strony SokzBuraka, gdy ta była prowadzona przez Fundację Otwarty Dialog. Fundacja wycofała się z prowadzenia strony powołując się na publikowanie przez jej założycieli treści promujących polityków opozycji, wbrew nowej linii redakcyjnej, zakładającej „wspieranie inicjatyw obywatelskich”.
Z powodu wpisu profilu SokzBuraka na Twitterze ze stycznia 2021 r. został przesłuchany przez policję w Brukseli na podstawie Europejskiego Nakazu Dochodzeniowego, wydanego przez Prokuraturę Okręgową w Warszawie w następstwie zawiadomienia Jarosława Kaczyńskiego. Kaczyński złożył zawiadomienie wnosząc o ściganie autora wpisu, który miał go narazić na „utratę zaufania społecznego” i „obniżyć wynik wyborczy listy partii PiS”, wskazując Mycielskiego z nazwiska jako podejrzanego o ten czyn. Mimo iż zawiadomienie zostało wniesione z oskarżenia prywatnego, prokuratura objęła sprawę ściganiem z urzędu.

### Fundacja Otwarty Dialog
W sierpniu 2018 r. został jednym z sygnatariuszy zainicjowanego przez Lecha Wałęsę apelu o powrót wydalonej z UE prezes Fundacji, Ludmiły Kozłowskiej, do Polski.
W lipcu 2019 r., podczas wizyty Andrzeja Dudy w Waszyngtonie, zorganizował wraz z delegacją Fundacji Otwarty Dialog serię spotkań, m.in. z przedstawicielami Departamentu Stanu i Kongresu Stanów Zjednoczonych, mających na celu poinformowanie o aktualnym stanie praworządności i przestrzegania wolności obywatelskich w Polsce.
W marcu 2020 r., w ramach corocznej analizy "Tablica wyników wymiaru sprawiedliwości" (EU Justice Scoreboard), Komisja Europejska opublikowała złożoną przez niego opinię, stworzoną wspólnie ze stowarzyszeniami sędziów Themis i Iustitia, na temat prześladowania sędziów w Polsce.
W czerwcu 2020 r., razem z Laurentem Pechem, zainicjował apel do KE domagający się stanowczych działań instytucji w sprawie Izby Dyscyplinarnej Sądu Najwyższego, w tym sprawy postawienia przed nią Igora Tulei. List podpisało kilkunastu zagranicznych profesorów prawa, polskie stowarzyszenia sędziów i prokuratorów, oraz m.in. Wojciech Sadurski, Fryderyk Zoll, Leszek Balcerowicz i Forum Obywatelskiego Rozwoju.
W październiku 2021 r. wystąpił na konferencji z okazji 30-lecia Biura Instytucji Demokratycznych i Praw Człowieka (ODIHR) OBWE, współorganizowanej z polskim Ministerstwem Spraw Zagranicznych, krytykując standardy demokratyczne w Polsce i żądając „presji międzynarodowej, mechanizmów warunkowości i sankcji przeciw reżimowi PiS”. Wziął też udział w sesji plenarnej ODIHR OBWE we wrześniu 2022 r., gdzie wygłosił przemówienie o upolitycznieniu prokuratury w Polsce i jej ofiarach.
Od czasu inwazji Rosji na Ukrainę koordynuje dostawy pomocy humanitarnej dla Ukrainy i organizuje misje humanitarne na front. We wrześniu 2022 r. wziął udział w konwoju humanitarnym w okolice Chersonia wspólnie z redaktorami Gazety Wyborczej, Jarosławem Kurskim, Romanem Imielskim i Wojciechem Czuchnowskim. W styczniu 2023 r. zorganizował misję do Bachmutu z grupą pięciu posłów na Sejm: Hanną Gill-Piątek, Adamem Szłapką, Piotrem Borysem, Witoldem Zembaczyńskim i Pawłem Krutulem, a w czerwcu 2023 r., po ataku na zaporę w Nowej Kachowce, do dotkniętego powodzią Chersonia, gdzie jego konwój przekazał sprzęt ratowniczy o wartości 250 tys. zł, z czego 100 tys. zł zostało ufundowane przez Miasto Stołeczne Warszawa.
Za swoją działalność na rzecz Ukrainy został odznaczony przez deputowanych Rady Najwyższej wspólnie z Rafałem Trzaskowskim orderem „Jedność i Wola” oraz Białym Krzyżem „Honor i Chwała” (nr 085).
W lutym 2024 r. w imieniu ODF skierował do Prokuratora Generalnego Adama Bodnara "Apel o przegląd politycznie motywowanych postępowań prokuratorskich w latach 2015–2023 i rehabilitację pokrzywdzonych", podpisany przez 34 organizacje pozarządowe i 44 osoby publiczne na czele z Lechem Wałęsą, którego był współautorem. W odpowiedzi na apel, Prokurator Generalny opublikował list otwarty, w którym przychylił się do postulatów autorów apelu, deklarując powołanie specjalnych, rozproszonych zespołów prokuratorów, w celu "efektywnego przeglądu i analizy spraw, w zakresie których zachodzą jakiekolwiek podejrzenia, że mogły być motywowane politycznie".
Również w lutym poprowadził pierwsze w historii wysłuchanie obywatelskie kandydatów na urząd Prokuratora Krajowego, w którym udział wzięli przyszły Prokurator Krajowy Dariusz Korneluk i prokurator Ewa Wrzosek. Debatę moderowali dziennikarze Jacek Żakowski i Mariusz Jałoszewski oraz mec. Ewa Marcjoniak i Jakub Kocjan.
W marcu 2024 r. Fundacja została wpisana przez Rosyjską Prokuraturę Generalną na listę niepożądanych organizacji w Rosji, uznając ją za "niosącą zagrożenie dla podstaw ustroju konstytucyjnego Federacji Rosyjskiej". Uzasadnieniem wpisu na listę było dostarczanie pomocy humanitarnej Ukrainie. Mycielskiemu oraz pozostałemu szefostwu Fundacji grozi z tego powodu do 15 lat pozbawienia wolności.
W maju 2024 r. złożył w imieniu ODF zawiadomienie do Prokuratury Krajowej w sprawie Rzeczników Dyscyplinarnych Sędziów Sądów Powszechnych, Piotra Schaba, Michała Lasoty i Przemysława Radzika. Fundacja zarzuca im wielokrotne przekroczenie uprawnień oraz udział w zorganizowanej grupie przestępczej kierowanej przez Zbigniewa Ziobrę "działając na szkodę interesu publicznego (...) wszczynając w oczywisty i rażący sposób bezzasadne postępowania dyscyplinarne, wzbudzając w sędziach uzasadnione poczucie zagrożenia/ poniżenia/ udręczenia".
W sierpniu 2024 r., po presji i wymianie korespondencji z Prokuraturą Krajową, którą Mycielski prowadził w imieniu ODF, Prokurator Krajowy powołał zespół prokuratorów „do zbadania spraw pozostających w zainteresowaniu opinii publicznej ze względu na ich przedmiot oraz charakter”. Po publikacji cząstkowego raportu z działań zespołu Mycielski wskazał na liczne niedociągnięcia i braki w jego pracy oraz w zakresie audytu, a Fundacja opublikowała raport w tej sprawie na potrzeby Komisji Europejskiej.
W lutym 2025 r. współorganizował i otworzył koncert charytatywny zespołu Czeremszyna w Zambrowie, zorganizowany w celu pomocy dwóm rannym ukraińskim żołnierzom.

### Ordo Iuris
W październiku 2020 r., wraz z aktywistami Fundacji Otwarty Dialog i Solidarity Action Brussels, doprowadził do wypowiedzenia umowy najmu przedstawicielstwa Ordo Iuris w Brukseli. Zadeklarował wówczas, że "ta nienawistna organizacja nie będzie się nigdy czuła mile widziana w Brukseli".
W listopadzie 2020 r. napisał skargę do Komisji Europejskiej na prowadzenie przez Ordo Iuris lobbingu w instytucjach unijnych, pod którą podpisało się 38 Eurodeputowanych z 5 głównych grup politycznych, w tym wiceprzewodniczący PE Fabio Massimo Castaldo, Współprzewodnicząca Intergrupy LGBTI Terry Reintke, Współprzewodnicząca Intergrupy Praw Dzieci Saskia Bricmont, Przewodnicząca Komisji Praw Kobiet i Równouprawnienia Evelyn Regner, Przewodnicząca Podkomisji Bezpieczeństwa i Obrony Nathalie Loiseau czy Przewodnicząca Grupy ds. Monitorowania Demokracji, Praworządności i Praw Podstawowych Sophie in 't Veld. Z polskich posłów podpisali Róża Thun (która list oficjalnie zainicjowała), Robert Biedroń, Łukasz Kohut i Magdalena Adamowicz.
W uzasadnieniu skargi napisał: "Biorąc pod uwagę, że organizacja ta ukrywa zarówno swoje powiązania z niebezpiecznymi, zagranicznymi środowiskami i wrogimi mocarstwami, jak również prawdziwe cele i działania, jesteśmy przekonani, że narusza ona Kodeks Postępowania Rejestru [służącemu przejrzystości] i powinno zostać uruchomione wobec niej postępowanie wyjaśniające zakończone usunięciem z TR. (...) Ordo Iuris w żadnym wypadku nie powinno mieć nieograniczonego dostęp do instytucji i decydentów politycznych UE"
W odpowiedzi na skargę, prezes Ordo Iuris Jerzy Kwaśniewski zapowiedział pozew przeciwko autorom.

### Aktywność publicystyczna
Publikuje w europejskich wydawnictwach takich jak EUObserver, EurActiv, POLITICO Europe, Verfassungsblog czy The Next Web, a w Polsce m.in. na łamach Gazety Wyborczej, Onet.pl i NaTemat.pl.
W styczniu 2017 opublikował oparty na polskich doświadczeniach zestaw rad dla Amerykanów, jak powinni radzić sobie z Donaldem Trumpem, pod tytułem „Podręcznik przetrwania w reżimie autorytarnym”. Publikacja osiągnęła w ciągu miesiąca 3 miliony wyświetleń, a jej fragmenty były wykorzystywane na transparentach podczas protestów przeciw Donaldowi Trumpowi i cytowane w amerykańskiej telewizji. Na jej podstawie powstał też krótkometrażowy serial odcinkowy.
W latach 2020–2021 prowadził felieton na stronach Komitetu Obrony Demokracji pod nazwą „Sok z Brukselki”.

## Życie prywatne
Ze strony matki, po której odziedziczył nazwisko, pochodzi z rodziny Mycielskich i jest potomkiem m.in. Adama Czartoryskiego. Mieszka w Brukseli, wcześniej mieszkał w Wielkiej Brytanii i Algierii. Ma żonę Oleksandrę, ślubu udzielił im w lipcu 2023 r. Rafał Trzaskowski.

## Publikacje
- Mycielski, Martin: The crisis of European identity and awakening of civil society. European View 15, s. 223–232, 2016, DOI: 10.1007/s12290-016-0409-3
- Mycielski, Martin: The Authoritarian Regime Survival Guide, VerfBlog, 2018, DOI: 10.17176/20180326-143311
- Mycielski, Martin; Pech, Laurent: When Will the EU Commission Act?: An Open Letter, VerfBlog, 2020, DOI: 10.17176/20200429-133704-0
- Mycielski, Martin: Appeal to the independent Judges of the Supreme Court, VerfBlog, 2020, DOI: 10.17176/20200508-013139-0
- Mycielski, Martin: A PR Stunt Over Accountability - Review of Political Prosecution Cases in Poland, VerfBlog, 2025, DOI: 10.59704/c9349ef316617326